# Notatka Korsakowa

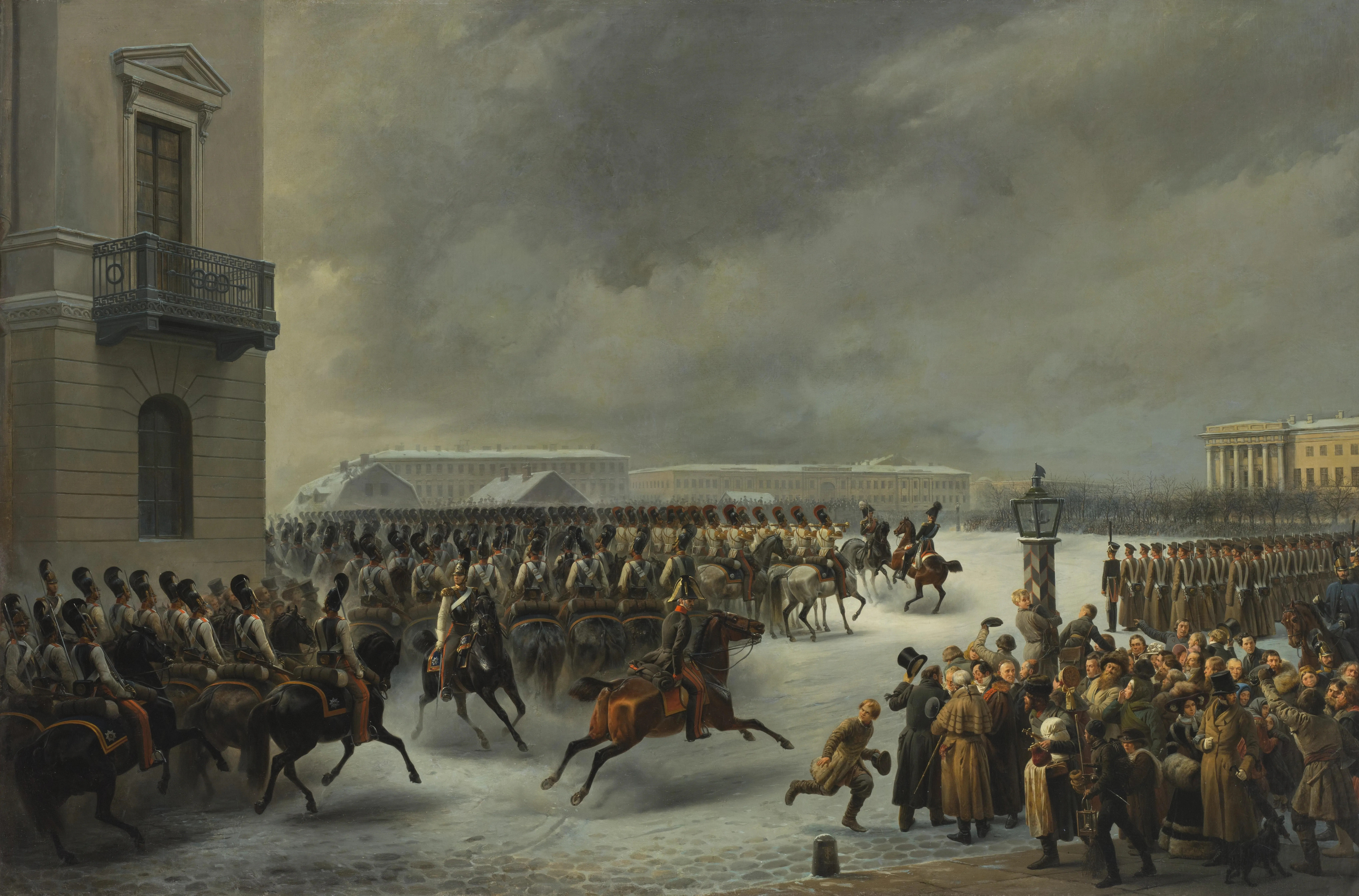
Powstańcy na Placu Senackim

Notatka Korsakowa – dokument odnaleziony w 1970 w Rosyjskiej Bibliotece Państwowej, na podstawie którego w nowszej literaturze historycznej listę ofiar rewolucji dekabrystów w grudniu 1825 wylicza się na 1271 zabitych.
Notatka Korsakowa zawiera szczegółowy spis ofiar: „Generałów – 1; oficerów sztabowych – 1; oficerów młodszych różnych pułków – 17; szeregowych Lejbgwardii Moskiewskiego [Pułku] – 93; Grenadierskiego – 69” itd. Razem 1271 osób.
A.D. Margolis udowodnił niewiarygodność tej notatki i podanej liczby. Do buntowników wystrzelono bowiem 7 kartaczy, z których każdy zawierał od 40 do 100 żelaznych kul, rozpryskujących się po eksplozji pocisku. Jeśli każda z tych kul by trafiała i zabijała, to maksymalna liczba ofiar mogła wynieść 700 osób. Drogą analizy Margolis doszedł do wniosku, że liczba zabitych wyniosła ok. 70-80 osób.

## Literatura
- Aleksander Michałowicz Romanow, Byłem wielkim księciem, Studio Wydawnicze Unikat, Białystok 2004.